# Alfred Voeltzkow
Alfred Voeltzkow ( * 1860-1947) fue un naturalista y zoólogo alemán, de Berlín, Brandeburgo. Estudió ciencias en las universidades de Heidelberg, Berlín, Friburgo, y Würzburg, recibiendo su doctorado en 1887.
Voeltzkow es recordado por sus expediciones científicas al África oriental y a las islas del océano Índico Occidental (Comoros, Madagascar, Juan de Nova, Aldabra). En esas expediciones, Voeltzkow recolectó numerosísimos especímenes de la flora y la fauna, de numerosos géneros para su estudio y clasificación por científicos en Europa.

## Algunas publicaciones
- "Wissenschaftliche Ergebnisse der Reisen in Madagascar und Ost-Africa in den Jahren 1889-1895"
- "Reise in Ostafrika in den Jahren 1903-1905"

## Honores
En su honor se nombraron numerosas especies:
- Cinachyrella voeltzkowi
- Spinivorticella voeltzkowi
- Cataulacus voeltzkowi
- Pteropus voeltzkowi
- Leucochrysa voeltzkowi
- Oligochrysa voeltzkowi
- Anapochrysa voeltzkowi
- Lissoclinum voeltzkowi

- La abreviatura «Voeltzk.» se emplea para indicar a Alfred Voeltzkow como autoridad en la descripción y clasificación científica de los vegetales.[1]